# 天馬-2號戰車
天馬-2號戰車是北韓於2020年10月10日朝鮮勞動黨成立75週年閱兵式上首次出現的新型主力戰車，外國媒體對其有著「M2020戰車」的非正式稱呼。

## 背景
2020年10月10日，北韓官方夜間舉辦朝鮮勞動黨成立75週年閱兵式，會上有9輛型號不明的新式戰車與新式裝甲戰鬥車輛、火箭炮車和彈道飛彈發射車（如火星17彈道飛彈、北極星三型飛彈）共同出現。

## 設計

### 整體布局與防護力
新型戰車外觀類似於美軍M1主力戰車、俄軍T-14「阿瑪塔」主力戰車以及伊朗「佐勒菲卡爾」主力戰車的混合型，整體上則更偏向於後者，而炮塔正面裝甲傾斜角度與M1類似。戰車車體兩側均有裝甲，後側則如T-14裝設格柵裝甲保護引擎。新型戰車車前傾角與T-14不同，駕駛則配置於車前中部。新型戰車外型上看採用複合裝甲，據信與第三代主力戰車的裝甲相當，並可能也已模組化。炮塔可能某部份厚達10公分，以抵禦來自頂部的反戰車武器攻擊。與「先軍-915」戰車不同，新型戰車將車長配置於車體右側的設計相比，因此可能在炮塔裝有自動裝彈機。此外，新型戰車具有7ˇ對負重輪，因此其車體應較以往的北韓軍戰車（均為6對負重輪）更大，且這些負重輪均有橡膠板或側裙板保護。

### 火力
據推測，新型戰車採用與「暴風虎」和「天馬虎」同款的125公釐2A46坦克炮，並在主炮左側附有同軸機槍，頂部則有AGS-30阿特蘭自動榴彈發射器，兩側則為Bulsae-3反戰車飛彈發射器，有資料指出Bulsae-3為北韓軍方對蘇聯9K111「巴松管」式或俄羅斯9M133「短號」反戰車飛彈逆向工程的產物。然而ATGM發射器的直徑似乎像9M133同為150釐米，而非9K111的120釐米，因此應有更高的穿甲能力。

### 機動性
據推測，新型戰車使用與「暴風虎」和「天馬虎」同款的1,200匹馬力的引擎，並推測其車重應為55噸或50噸以上，而值得注意的是，該戰車尺寸設計的頗為緊湊，有助於通過朝鮮半島的丘陵與山區環境。

### 電子設備
新型戰車炮塔頂部設有全景式瞄準鏡、後方有煙霧發射器，並有格柵裝甲保護。車長與炮手有獨立瞄準鏡，並據推測有熱成像裝置，若此為真，那新型戰車便有北韓其他老式戰車更強的獵殲與夜戰能力。新型戰車還有著炮口参照装置，以提高行進間射擊的精準度。炮塔下部可能裝有硬殺傷主動防禦系統，兩具位於前面邊角處、兩具位於炮塔兩側，每具共三個管狀發射器，此布局類似於俄軍T-14的「阿富汗石」主動防禦系統。

## 評論
新型戰車的出現令國外軍事觀察家與相關專家頗為驚訝，其獨特之處在於其捨棄了此前北韓戰車主力的T-62主力戰車的大多數設計，轉而向現代化戰車的設計靠攏。該車常與美軍M1、俄軍T-14和中國人民解放軍VT-4主戰坦克相互比較，由於其非常現代化的設計，也有人猜測北韓是否有從中國或俄羅斯獲得技術轉讓，也有猜測認為這9輛閱兵式中出現的新戰車適用於未來量產的原型車或概念驗證車。新型戰車的塗裝為沙漠使用的褐色，在沒有沙漠地形的北韓中有著此特徵很不尋常，因此有評論認為可能是用作出口，或用於與中、俄、美戰車比較。總體而言，新型戰車被認為是北韓在受到國際制裁和武器禁運下、其國防工業軍事現代化的成果。
部份評論對新型戰車的設計和性能質疑，儘管其與以往北韓戰車相比進步許多，但很大可能遠不如M1或T-14先進，新型戰車的主動防禦系統、瞄準器、感應器可能只是模型或是停留在概念驗證的產品，因為北韓應無法在國際制裁下取得高性能電子設備，同樣條件下，新型戰車也應不具備第三和第四代主力戰車的複合裝甲、網路與通信等技術，且參照此前北韓僅具備大量使用T-62戰車的經驗，這款新戰車也可能仍是基於蘇式戰車設計發展而來。

## 資料來源
1. ↑  Discover North Korea's New Main Battle Tank the Cheonma-2. Army Recognition. 31 May 2024.
2. 1 2 3 4 5 6 7 8 9  Dong-hoon, Lee. . The Science Times. 29 October 2020  [2 March 2021]. （原始内容存档于2022-10-12）.
3. 1 2 3  Mizokami, Kyle. . Popular Mechanics. 12 October 2020  [28 February 2021]. （原始内容存档于2022-03-26）.
4. 1 2 3 4 5 6 7 8 9 10  . Army Recognition. 11 October 2020  [1 March 2021]. （原始内容存档于2022-12-10）.
5. 1 2 3 4 5 6 7 8 9 10 11 12 13 14  Trevithick, Joseph; Rogoway, Tyler. . The Drive. 12 October 2020  [28 February 2021]. （原始内容存档于2022-08-24）.
6. 1 2  . mil.news.sina.com.cn.   [2021-09-16]. （原始内容存档于2023-01-11）.
7. ↑  . www.massimotessitori.altervista.org.   [2021-09-16]. （原始内容存档于2017-11-13）.
8. 1 2 3  Larson, Caleb. . The National Interest. 13 October 2020  [4 March 2021]. （原始内容存档于2022-10-04）.
9. 1 2 3 4 5 6 7  Episkopos, Mark. . The National Interest. 14 October 2020  [4 March 2021]. （原始内容存档于2023-02-04）.
10. 1 2 3 4  Barrie, Douglas; Dempsey, Joseph. . International Institute for Strategic Studies. 22 October 2020  [4 March 2021]. （原始内容存档于2022-06-15）.